# Pauline Rehné
Pauline Rehné (født d. 11. juli 1954 i København i Danmark) er en dansk skuespillerinde og sanger, som også lægger stemme til tegnefilm. Datter af Ib Rehné og Hannah Rahlff (no).
Pauline er uddannet på Skuespillerskolen ved Odense Teater i 1983.
Hun har lagt stemme til et hav af tegnefilmfigurer; blandt andet i Dyrene fra Lilleskoven samt Disneyfilm og på Cartoon Network, hvor hun har lagt stemme til Ko i Ko og Kylling, Wilma i Familien Flintstone, Dee Dee i Dexters Laboratorium, Judy Jetson i Familien Jetson, Fremtidens Batman & Justice League. og i den japanske animeserie Dragon Ball Z har hun spillet rollen som Son Gohan. Uden for tegnefilmens verden er hun sanger og reklamespeaker.
Hun har også medvirket i dramafilm som Pengene eller livet fra 1982 og Ondt blod fra 1996 og i tv-serien Madsen & co..
I 2007 lagde hun stemme til Lisa Simpson i den danske version af The Simpsons Movie og til den lokale skolelæge i den danske voksen-dukkejulekalender Yallahrup Færgeby, der blev vist på DR2.